# 冰山大火

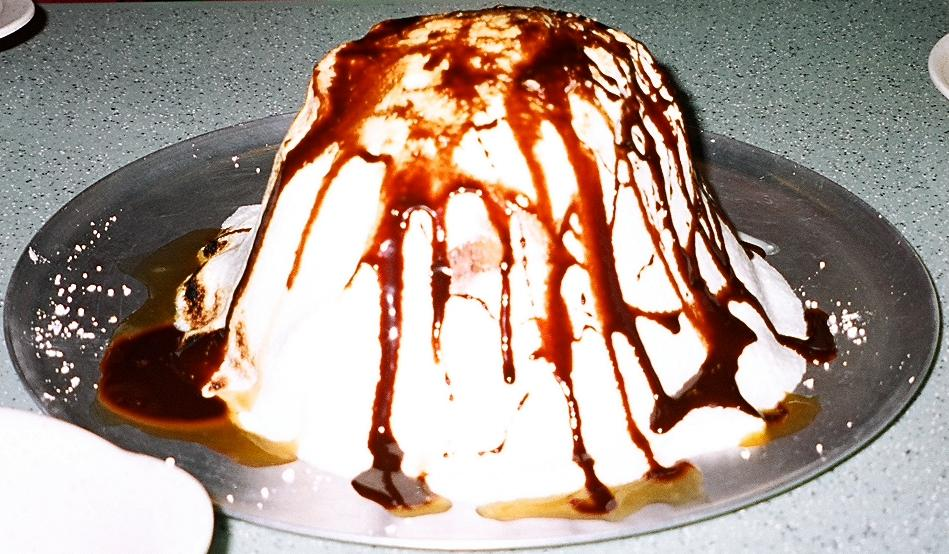
冰山大火

冰山大火（或稱火焰雪山、火燒冰淇淋，英文：Baked Alaska）由蛋糕和冰淇淋製成：先用海綿蛋糕圍繞雪糕球，然後鋪上已打發之蛋白再把糖漿和威士忌澆在上面點燃即成。